# Joseph Traindl
Joseph Traindl est un tromboniste de jazz autrichien né en 1947 à Vienne (Autriche) et mort le 2 septembre 2008 dans la même ville. Son prénom est aussi orthographié Josef.

## Biographie
Enfant, il étudie la guitare classique, puis décide d'adopter le trombone.
Il découvre le jazz en 1961 grâce aux disques qu'écoute son frère plus âgé. Il joue soit de la guitare soit du trombone dans divers orchestres amateurs.
À la fin de ses études secondaires, il étudie le trombone pendant deux ans au Prayner Konservatorium de Vienne, puis quitte Vienne pour Paris en 1967. Il étudie alors le trombone et la théorie musicale au Conservatoire National Supérieur de Musique et de Danse de Boulogne-Billancourt (qu'il quitte en 1972), ainsi que la musicologie à la Sorbonne (de 1969 à 1971).
Dès 1971, il fait partie du Machi Oul Big Band des frères Manuel et Patricio Villarroel.
En 1971, il apparaît dans quelques titres d'un disque du chanteur Pierre Barouh.
De 1973 à 1977, il côtoie dans différents groupes ou enregistrements des musiciens de la scène française comme Cesarius Alvim, Jean-François Canape, Steve Lacy, Jacques Mahieux, Gérard Marais, Sylvain Marc, François Méchali, Jean-Louis Méchali, Mico Nissim, Richard Raux, Aldo Romano, Jef Sicard, François Tusques, Bernard Vitet.
On le voit aussi à partir de 1973 dans le Celestrial Communication Orchestra de Alan Silva.
En 1976, il fait partie du quartette formé par Daunik Lazro avec Jean-Jacques Avenel et Jonathan Dickinson.
En 1977, on l'entend dans le disque du groupe Armonicord, Esprits de sel, dirigé par le saxophoniste Jouk Minor (avec Jean Querlier, Odile Bailleux, Christian Lété), qu'il a rejoint dès 1975.
Parallèlement, il poursuit des contributions ponctuelles à des orchestres autrichiens : Improvising Music Orchestra (1975-1978), Reform Art Unit (1976) dirigé par Fritz Novotny (de). 
En 1978, il enregistre en Autriche avec le groupe d'avant-garde autrichien Athanor, avec Claus Mayrhofer Barabbas (de) (Harun Ghulam Barabbas), Walter Malli (de), Richard Ahmad Pechoc.
En 1982, il fonde le quintet Tatitu Tatatu regroupant des musiciens viennois et parisiens (Franz Koglmann, Walter Malli (de), Jean-Louis Méchali, Gus Németh) puis se produit en avril 1983 avec ce groupe à la Wiener Musik Galerie à Vienne dans le cadre du Tatitu Tatatu Festival.
En 1985, il anime avec Jean-François Canape un big band jazz de musiciens amateurs à la Manu Musicale, lieu de répétition et de concerts créé à Paris par Jef Sicard.
En 1990, après la mort de son père, il retourne vivre à Vienne, jouant avec des musiciens comme Burkhard Stangl (de), Oskar Aichinger, Werner Dafeldecker (de), avant de se retirer progressivement de la scène.
En 1992, il traduit de l'américain vers l'allemand l'autobiographie de Woody Herman, The Woodchopper's Ball. 
En 2001, il contribue au projet multimédia Das Wesen - L'être au Semperdepot de Vienne.
En 2003, on l'entend au club de jazz Porgy & Bess (de) à Vienne au cours d'une soirée hommage au batteur autrichien Gerhard Herrmann.
Il meurt le 2 septembre 2008 des suites d'un cancer.
Il est le compositeur de 6 titres déposés à la SACEM.

## Discographie[5]
- 1971 : Pierre Barouh, Ça va, ça vient, Saravah
- 1974 : Byard Lancaster (en), Funny Funky Rib Crib, Palm - Vendémiaire
- 1974 : Gilles Méchin, Il y a…, Chant du Monde
- 1975 : Machi Oul Big Band, Quetzalcoatl, Palm
- 1976 : Franz Koglmann, Bill Dixon, Opium for Franz, Pipe Records
- 1977 : Armonicord, Esprits de Sel, L'Électrobande
- 1978 : Nadavati, Le vent de l'esprit souffle où il veut, IPG[6]
- 1978 : Athanor, Atlantis, Jazzgalerie Nickelsdorf (Autriche)
- 1979 : Cristine Combe, Camerawoman, RCA[7],
- 1997 : Jazzgalerie Nickelsdorf (Autriche), The 20th Anniversary Album : réédition d'un morceau du disque de 1978

## Musicien de scène
- 1974 : Ubu à l'Opéra, d'après Alfred Jarry - Adaptation : Georges Wilson - Festival d'Avignon[8]
- 1980 : Camerawoman, Cristine Combe - Festival d'Avignon[9]

## Traductions
- 1974 : Woody Herman et Stuart Troup, Woodchoppers's Ball : der König der Big-Band-Ära erzählt,  (ISBN 978-3-85445-067-2), Hannibal, St Andrä Wördern, 1992